# Иванов, Иван Сергеевич (хоккеист)
Иван Сергеевич Иванов (род. 26 января 1994, Климовск, Московская область) — российский хоккеист, нападающий.

## Биография
Воспитанник подольского хоккея. С сезона 2011/12 — игрок команды МХЛ «Русские витязи». В сезонах 2013/14 — 2015/16 также выступал за чеховский «Витязь» в КХЛ; в сезоне 2015/16 выступал и за фарм-клуб ТХК в ВХЛ. 10 сентября 2016 года расторг контракт с «Витязем». В дальнейшем — игрок команд ВХЛ «Южный Урал» Орск (2016/17), «Спутник» Нижний Тагил (2016/17), «Рязань» (2017/18 — 2018/19, 2021/22), «Нефтяник» Альметьевск (2019/20), «Молот-Прикамье» Пермь (2019/20 — 2020/21), «Ижсталь» Ижевск (с 2022/23).
В сезоне 2015/16 играл за ТХК вместе с Иваном Андреевичем Ивановым и Андреем Ивановым; с И. А. Ивановым играл и в «Рязани».